# Baureihe 120
De Baureihe 120 is een universele elektrische locomotief bestemd voor het personen- en goederenvervoer van de Deutsche Bundesbahn (DB).

## Geschiedenis
Deze locomotieven werden gebouwd door BBC elektrische installatie en Krauss-Maffei, Krupp en Henschel maakten de bovenbouw.
De aandrijving van deze locomotief is gebaseerd op draaistroomaandrijving middels een driefasen asynchrone motor
De eerste motor werd 1971 door de Deutsche Bundesbahn getest in de experimentele diesellocomotief DE 2500, later Baureihe 202. Uit locomotief 202 002 werd de dieselmotor en de dynamo verwijderd, de benodigde transformator werd in een stuurstandrijtuig van het type BDnrf 740.2 geplaatst en via een speciale stroomkabel zorgde deze voor de stroomtoevoer naar de locomotief. Uiteraard is een dergelijke combinatie in de praktijk ongewenst, maar het resulteerde wel in de bouw van de eerste locomotief met draaistroomaandrijving, de kleine serie Henschell E 1200 voor de onderneming Ruhrkohle AG. Later in 1979 verschenen de eerste prototypes van de Baureihe 120.
Op 13 augustus 1980 reed locomotief 120 002 een wereldrecord van 231 km/h voor draaistroomlocomotieven tussen Celle en Uelzen op het traject Lehrte - Cuxhaven.

## Constructie en techniek
De locomotief heeft een stalen frame. In de draaistellen wordt elke as door een elektrische motor aangedreven.

### Nummers
De locomotieven zijn door de Deutsche Bundesbahn (DB) als volgt genummerd.
- 120 001 - 005: (prototype)
- 120 101 - 160: (serie)

De volgende locomotieven werden na ombouw weer ingezet als:
- 120 201 - 205: (ex … nu DB Regio als Hanse Express)
- 120 501 - 502: (ex 120 153 en 120 160, nu DB Systeemtechnik)

## Treindiensten
De locomotieven worden door de Deutsche Bahn (DB) ingezet in het personenvervoer op diverse trajecten in onder meer Duitsland en Oostenrijk en werden door de Deutsche Bahn (DB) ingezet in het goederenvervoer.